# Sender Salzburg-Moosstraße
Der Sender Salzburg-Moosstraße war ein Rundfunksender für Mittelwellenrundfunk, der von 1950 bis 1952 als Ersatz für den Sender Salzburg-Mönchsberg errichtet wurde. Er ging am 1. August 1952 in Betrieb. Ursprünglich sollte er einen 80 Meter hohen Sendemast erhalten, doch beließ man es wegen seiner Lage in der Einflugschneise des Salzburger Flughafens bei einem 60 Meter hohen Sendemast. 1981 wurde der Sendebetrieb eingestellt.